# Sergei Andrejewitsch Koschewoi
Sergei Andrejewitsch Koschewoi (russisch Сергей Андреевич Кошевой; * 10. November 1961 in Rybinsk) ist ein russischer Verwaltungsleiter. Er ist seit dem 1. Februar 2016 Verwaltungschef der kommunalen Selbstverwaltungseinheit Stadtkreis Selenogradsk im Rajon Selenogradsk der Oblast Kaliningrad.

## Leben
Er absolvierte im Jahr 1984 das Leningrader Institut für Wassertransport (heute ein Teil der nach dem Admiral Makarow benannten Staatlichen Universität der Meeres- und Flussflotte in Sankt Petersburg). Von 1984 bis 1986 diente er in den Streitkräften der Sowjetunion. Von 1986 bis 1987 arbeitete er als Motorenwart-Mechaniker bei der in Klaipėda stationierten Kühlschiff-Flotte. Im Jahr 1987 absolvierte er die höhere Schule des KGB und arbeitete daraufhin bis 1991 für diese Organisation. Im Jahr 1992 war er der Leiter der Gruppe der operativen Informationen des Zentrums der Entwicklung der Sonderwirtschaftszone Jantar (ru. Группа оперативной информации Центра развития свободной экономической зоны „Янтарь“).
Von 1992 bis 2005 war er Generaldirektor der in Selenogradsk ansässigen geschlossenen Aktiengesellschaft Baltijskije Awuary (ru. Балтийские Авуары), die sich in ihrer Haupttätigkeit mit der Produktion von Mineralwasser und anderen alkoholfreien Getränken beschäftigt. Von 2005 bis 2009 war er stellvertretender Leiter der Administration des Rajons Selenogradsk und von 2009 bis 2014 Verwaltungschef der Stadt Selenogradsk. Im Jahr 2014 wurde er Minister für die kommunale Entwicklung und innere Politik in der Regierung der Oblast Kaliningrad. Im Jahr 2016 verließ er die Oblast-Regierung, um den Posten des Verwaltungschef des Stadtkreises Selenogradsk anzutreten.